# Bohouškova skalka
Bohouškova skalka je přírodní památka severovýchodně od obce Klobuky v okrese Kladno. Důvodem ochrany území jsou xerotermní rostlinná společenstva s výskytem kozince rakouského.

## Historie
Chráněné území v prostoru opuštěného lomu vyhlásil okresní národní výbor v Kladně dne 29. září 1987 v kategorii chráněný přírodní výtvor. Přírodní památka je v Ústředním seznamu ochrany přírody evidována pod číslem 1053 a spravuje ji Krajský úřad Středočeského kraje. V osmdesátých letech dvacátého století lidé z okolních vesnic lokalitu využívali jako černou skládku nebo motokrosový terén a až do roku 1999 zůstalo území bez ochranářské péče, což vedlo k rozšíření třtiny křovištní. Lokalitu narušovala výsadba nevhodných dřevin – borovice lesní (Pinus sylvestris),  mahalebky obecné (Prunus mahaleb), ptačího zobu obecného (Ligustrum vulgare) nebo pámelníku bílého (Symphoricarpos albus) – a v okrajových částech také zemědělská činnost.

## Přírodní poměry
Přírodní památka s rozlohou 1,8216 hektarů se nachází v Dolnooharské tabuli v nadmořské výšce 310–316 metrů.

### Abiotické faktory

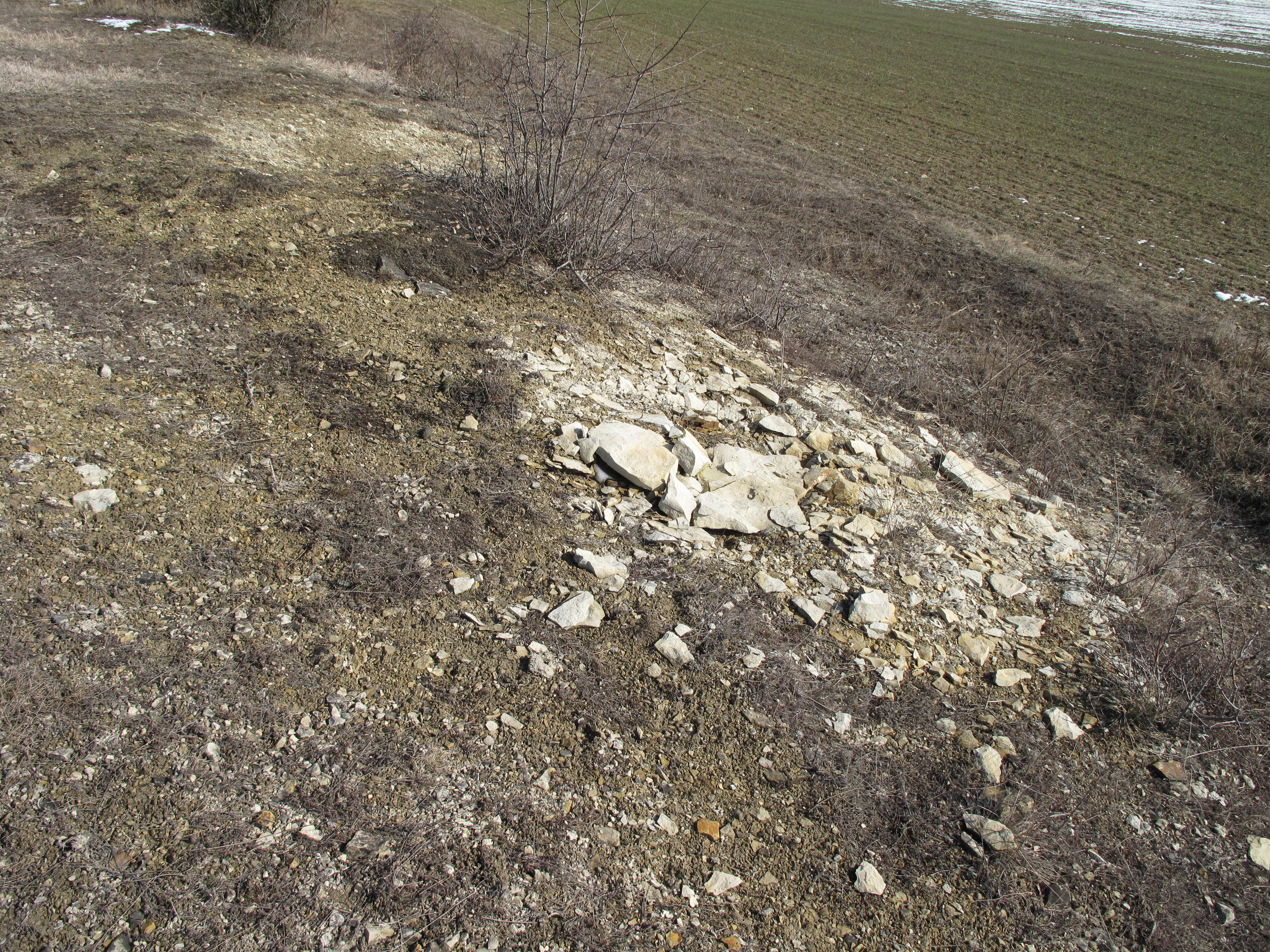
Zlomky opuky s charakteristickou deskovitou odlučností

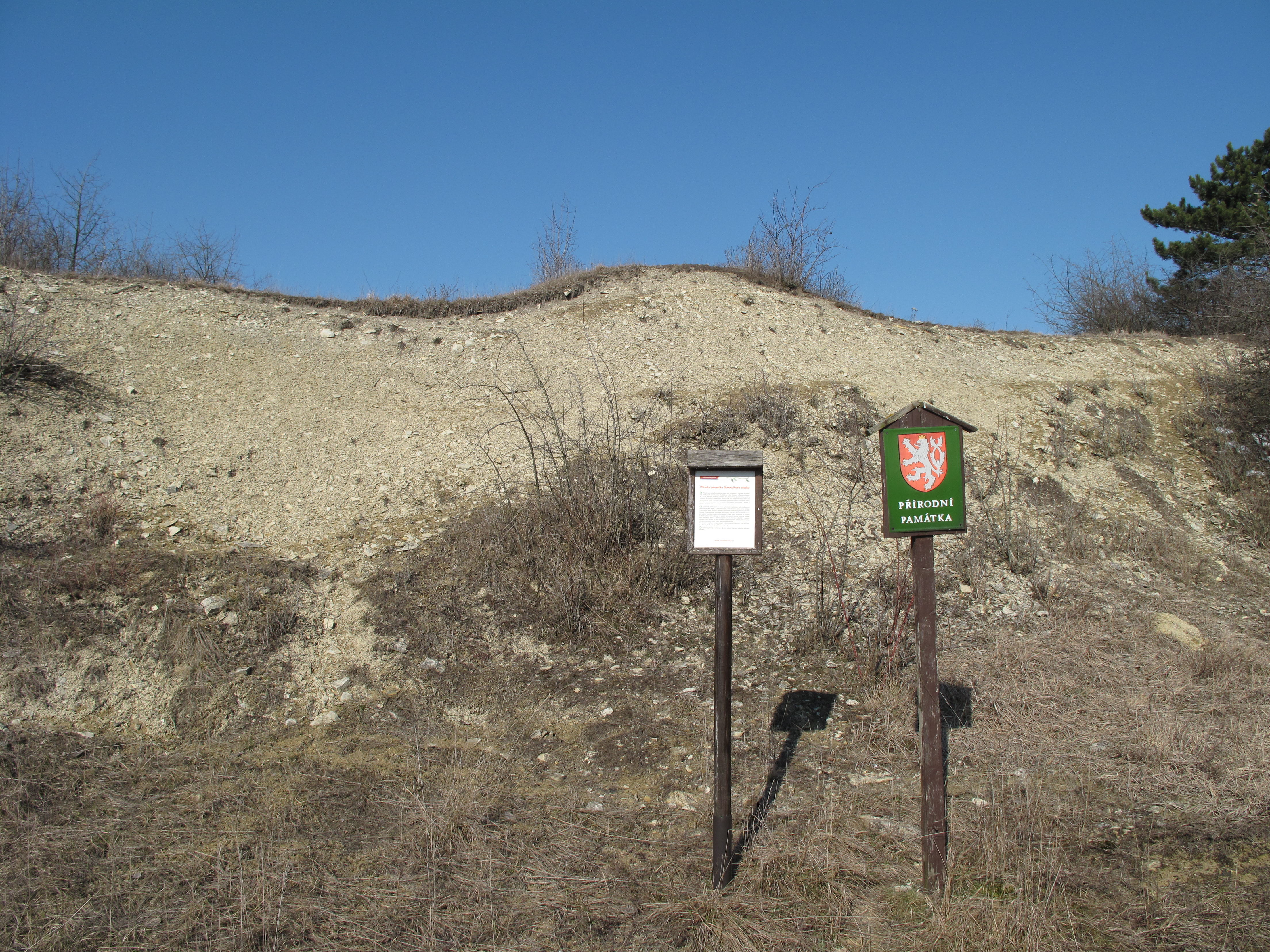
Bohoušova skalka tvoří drobný hřbet

Bohouškova skalka je pozůstatkem lomu, ve kterém se těžila opuka jako stavební kámen. Těžba v lomu postupovala směrem od jihu k severu a nekvalitní kámen byl ponechán na místě. Sutí jsou zakryté také výchozy horniny. V geologickém podloží širšího okolí se nachází karbonské horniny líňského souvrství charakteristické načervenalou barvou: jílovce, prachovce, pískovce, arkózy a slepence s valouny vápenců a rohovců. Na nich se ve druhohorách uložily cenomanské pískovce, slepence a jílovce a turonské silně vápnité spongilitické slínovce (opuky). Na zvětralinách se jako půdní typ vyvinula mělká, kamenitá a silně vápnitá pararendzina.
V geomorfologickém členění Česka leží lokalita v Dolnooharské tabuli, konkrétně v podcelku Řipská tabule a okrsku Perucká tabule. Území se nachází v povodí Vltavy. Odvodňuje je Zlonický potok, který se u Nabdína vlévá do Bakovského potoka. V rámci Quittovy klasifikace podnebí se chráněné území nachází v teplé oblasti T2, pro kterou jsou typické průměrné teploty −2 až −3 °C v lednu a 18–19 °C v červenci. Roční úhrn srážek dosahuje 550–700 milimetrů.

### Flóra
Na okrajích chráněného území rostou dřeviny zastoupené zejména borovicí lesní, jasanem ztepilým (Fraxinus excelsior) a mahalebkou obecnou. Keře a stromy vytváří ochranou zónu, která omezuje pronikání velkého množství živin a ruderální druhů z okolních polí. Na některých místech však dochází k nevhodnému šíření dřevin a k zarůstání expanzivními druhy jako je třtina křovištní (Calamagrostis epigejos), bělotrn kulatohlavý (Echinops sphaerocephalus), pcháč rolní (Cirsium arvense) a ovsík vyvýšený (Arrhenatherum elatius).
Ze zvláště chráněných druhů rostlin na lokalitě roste silně ohrožený kozinec rakouský (Astragalus austriacus). V minulosti se zde vyskytoval také hořec brvitý (Gentianopsis ciliata) a hlaváček jarní (Adonis vernalis). Vzácně se vyskytuje bradáček vejčitý (Listera ovata) a prvosenka jarní (Primula veris), z dalších rostlin potom ostřice chabá (Carex flacca), jehlice trnitá (Ononis spinosa), pcháč bezlodyžný (Cirsium acaule), úročník bolhoj (Anthyllis vulneraria), chrpa latnatá (Centaurea stoebe), sveřep vzpřímený (Bromus erectus), válečka prapořitá (Brachypodium pinnatum) a jestřábník chlupáček (Hieracium pilosella).

### Fauna
Z obratlovců se na Bohouškově skalce hojně vyskytuje silně ohrožená ještěrka obecná (Lacerta agilis) a další běžné druhy jako srnec obecný (Capreolus capreolus) a zajíc polní (Lepus europaeus). Z ptáků byli pozorováni bažant obecný (Phasianus colchicus), kos černý (Turdus merula), sýkora koňadra (Parus major), skřivan polní (Alauda arvensis) a pěnice slavíková (Sylvia borin). Významné je společenstvo bezobratlých charakteristické pro tzv. bílé stráně. Vyskytuje se zde řada zástupců pavouků, motýlů a mravenců. S mravenci symbioticky žije cvrčík mravenčí (Myrmecophilus acervorum). Ke vzácnějším zástupcům hmyzu patří brouci z rodu prskavců: prskavec menší (Brachinus explodens) a prskavec větší (Brachinus crepitans).